# Slobodna Dalmacija
Die Slobodna Dalmacija (Freies Dalmatien) ist eine kroatischsprachige Tageszeitung mit Redaktionssitz in Split.

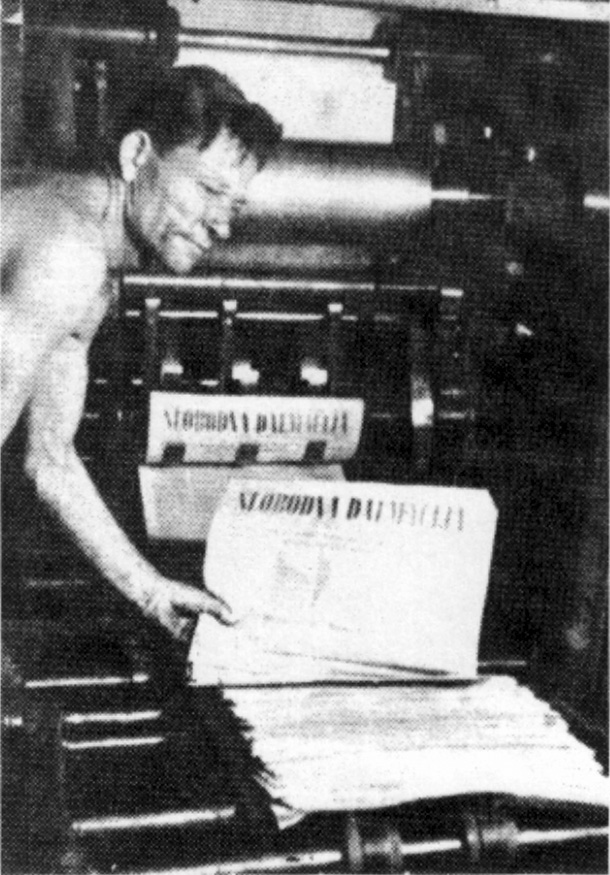
Erste in Split gedruckte Ausgabe (1943)

Die erste Ausgabe wurde in einem Schuppen auf dem Berg Mosor von Partisanen veröffentlicht. Noch bevor Split am 26. Oktober 1944 eingenommen wurde, wurde die Zeitung in verschiedenen Städten wie Brštanovo, Split, Livno, Hvar und Vis herausgegeben.
Obwohl die Slobodna Dalmacija für die Bevölkerung in der kroatischen Küstenregion Dalmatien vorgesehen war, wuchs sie in den folgenden Jahren zu einer der meistgelesenen und geschätzten Zeitungen im ehemaligen Jugoslawien heran und erreichte in den späten 1980er Jahren die höchsten Absatzzahlen.
Teile des Erfolgs wurden durch die angesehenen Satireseiten der Slobodna und durch die Redaktionspolitik des ehemaligen Herausgebers Joško Kulušić erreicht. Somit förderte die Zeitung im damals kommunistischen Jugoslawien die Entstehung neuer politischer Ideen und trug auch gewichtig zum Zerfall Jugoslawiens bei. Da Kolumnisten, die sowohl dem rechten als auch den linken politischen Flügel angehörten, beschäftigt waren, konnte man die Slobodna zu einer der wenigen freien Zeitungen Anfang der 1990er Jahre in Kroatien zählen.
Dieser Zustand war der neugewählten kroatischen Regierung unter Franjo Tuđman ein Dorn im Auge, so dass die Zeitung massiv in ihrer Pressefreiheit bekämpft wurde. Im Privatisierungsprozess des regierungsnahen Miroslav Kutle, der gute Kontakte zum ehemaligen kroatischen Verteidigungsminister Gojko Šušak unterhielt und von dubiosen Regierungsentscheidungen profitierte, übernahm dieser 37 % der Slobodna Dalmacija für einen Kaufpreis von 3,7 Millionen D-Mark. Infolgedessen wurden zahlreiche regierungskritische Mitarbeiter entlassen.
Die Redaktionspolitik von Miroslav Kutle verfolgte einen ultra-nationalistischen Kurs, insbesondere als sich die Kroaten in kriegerischen Auseinandersetzungen mit den Bosniaken befanden. Die Slobodna Dalmacija verlor einen beträchtlichen Anteil ihrer Leser, der sich von Kutles Politik nicht angesprochen fühlte, und hatte nach dem Kriegsende 1995 mit schweren finanziellen Problemen zu kämpfen.
Ende der 1990er fiel die Slobodna Dalmacija wieder in die Hände der kroatischen Regierung, dieses Mal in die Hände der Mitte-Links-Regierung unter Ivica Račan, um somit den drohenden finanziellen Kollaps zu verhindern. 2001 wurde eine neue Redaktion eingesetzt und die ultra-nationalistische Haltung der Zeitung aufgegeben.
Im Mai 2005 wurde die Slobodna Dalmacija an die Europapress Holding verkauft.

## Weblink
- Webauftritt der Slobodna Dalmacija (kroatisch)